# ژوزف ماسکولو
ژوزف ماسکولو (انگلیسی: Joseph Mascolo; ۱۳ مارس ۱۹۲۹ – ۸ دسامبر ۲۰۱۶) هنرپیشه اهل ایالات متحده آمریکا بود.
از فیلم‌ها یا برنامه‌های تلویزیونی که وی در آن نقش داشته‌است می‌توان به ایکوالایزر، آرواره‌ها ۲، و گرما اشاره کرد.